# فرودگاه دبلیو. اچ. باد بارن
فرودگاه دبلیو. اچ. باد بارن  (به انگلیسی: W. H. 'Bud' Barron Airport)  یک فرودگاه همگانی باربری با کد یاتا DBN است که یک باند فرود آسفالت دارد و طول باند آن ۱۸۲۹ متر است. این فرودگاه در  کشور ایالات متحده آمریکا قرار دارد و در ارتفاع ۹۴ متری از سطح دریا واقع شده است.